# 26-та дивізія протиповітряної оборони (РФ)
26-та дивізія ППО — з'єднання сил ППО в складі 11-ї армії ВПС і ППО Східного військового округу Росії. Частини дивізії базуються в республіці Бурятія і в Забайкальському краї, у 2015—2018 переоснащені на ЗРК системи С-300ПС.

## Структура
До складу дивізії входять:
- 1723-й зенітний ракетний полк (в/ч 26292), місто Джида.
- 342-й радіотехнічний полк (в/ч 75313).